# Левоцька верховина
Левоцька верховина (Levočská vrchovina) — гірський масив в Словаччині; геоморфологічна підодиниця масиву Левоцькі гори.. Найвища точка — гора Рисова (1058 метрів). Місце розташування — Пряшівський край.